# Лісний (Барнаульський міський округ)
Лісни́й (рос. Лесной) — селище у складі Барнаульського міського округу Алтайського краю, Росія.

## Населення
Населення — 1514 осіб (2010; 1093 у 2002).
Національний склад (станом на 2002 рік):
- росіяни — 79 %